# Conostigmus bipunctatus
Conostigmus bipunctatus är en stekelart som beskrevs av Jean-Jacques Kieffer 1907. Conostigmus bipunctatus ingår i släktet Conostigmus och familjen trefåresteklar. Inga underarter finns listade i Catalogue of Life.